# Scoglio Trombolo
Lo scoglio Trombolo o scoglio Trombon (in croato Trumbuja) è uno scoglio disabitato della Croazia, situato all'estremità meridionale dell'Istria, a sudest di Pola.
Amministrativamente appartiene alla città di Medolino, nella regione istriana.

## Geografia
Trombolo si trova nella parte centro-occidentale del golfo di Medolino, di fronte all'insediamento di Promontore, circa 2,9 km a nord di capo Promontore. Nel punto più ravvicinato dista 360 m da punta Scoglietto (rt Školjić) e poco più di 750 m dall'isolotto di Cielo.
Trombolo è un piccolo isolotto di forma rotonda dal diametro di 190 m Ha una superficie di 0,022 km² e uno sviluppo costiero di 0,53 km. Al centro, raggiunge un'elevazione massima di 12 m s.l.m.

### Isole adiacenti
- Cielo (Ceja), l'isolotto maggiore nel golfo di Medolino, a sudest di Trombolo.
- Scoglio Sorzer (Šekovac), scoglio ovale a sudovest di Cielo.
- Fenera (Fenera), isolotto a sud-sudest di Cielo.
- Scoglio Santa Marina (Bodulaš), altro isolotto a nordest di Cielo.
- Levan Grande (Levan), isolotto a nordest di Cielo, nella parte orientale del golfo.
- Levan Piccolo (Levanić), scoglio poco a sud del precedente.

### Cartografia
- (HR) Mappa topografica della Croazia 1:25000, su preglednik.arkod.hr.